# Rozptýlené světlo

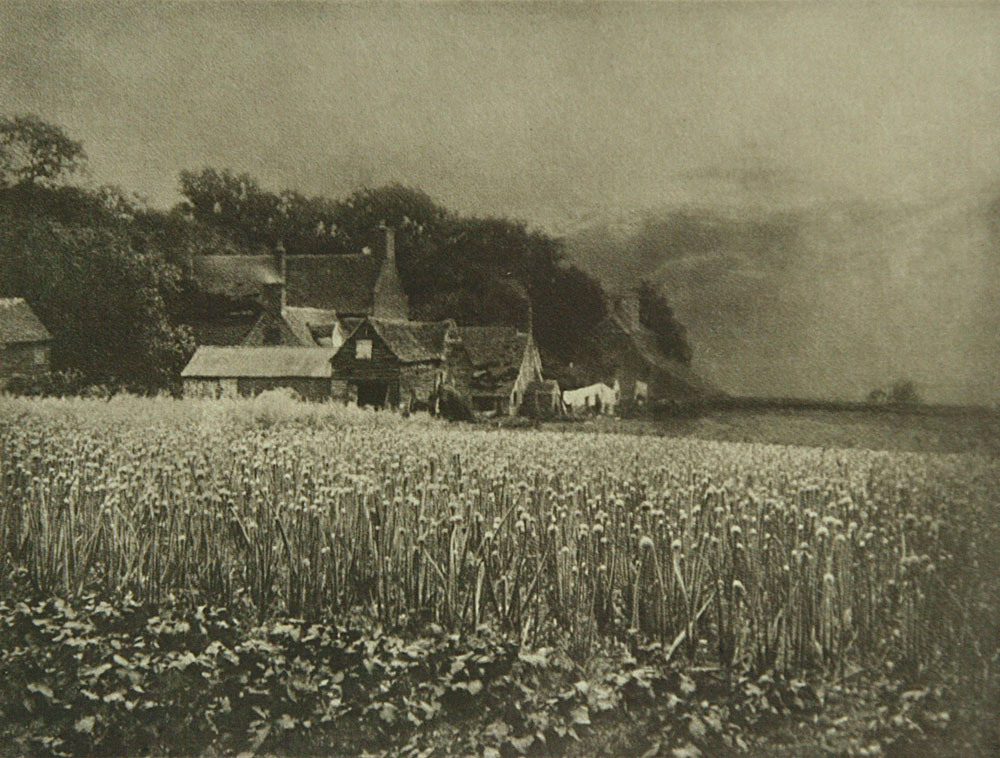
George Davison – Cibulové pole (1890), bez ostrých kontur a stínů se Sluncem za mraky, bývá považována za první impresionistickou fotografii

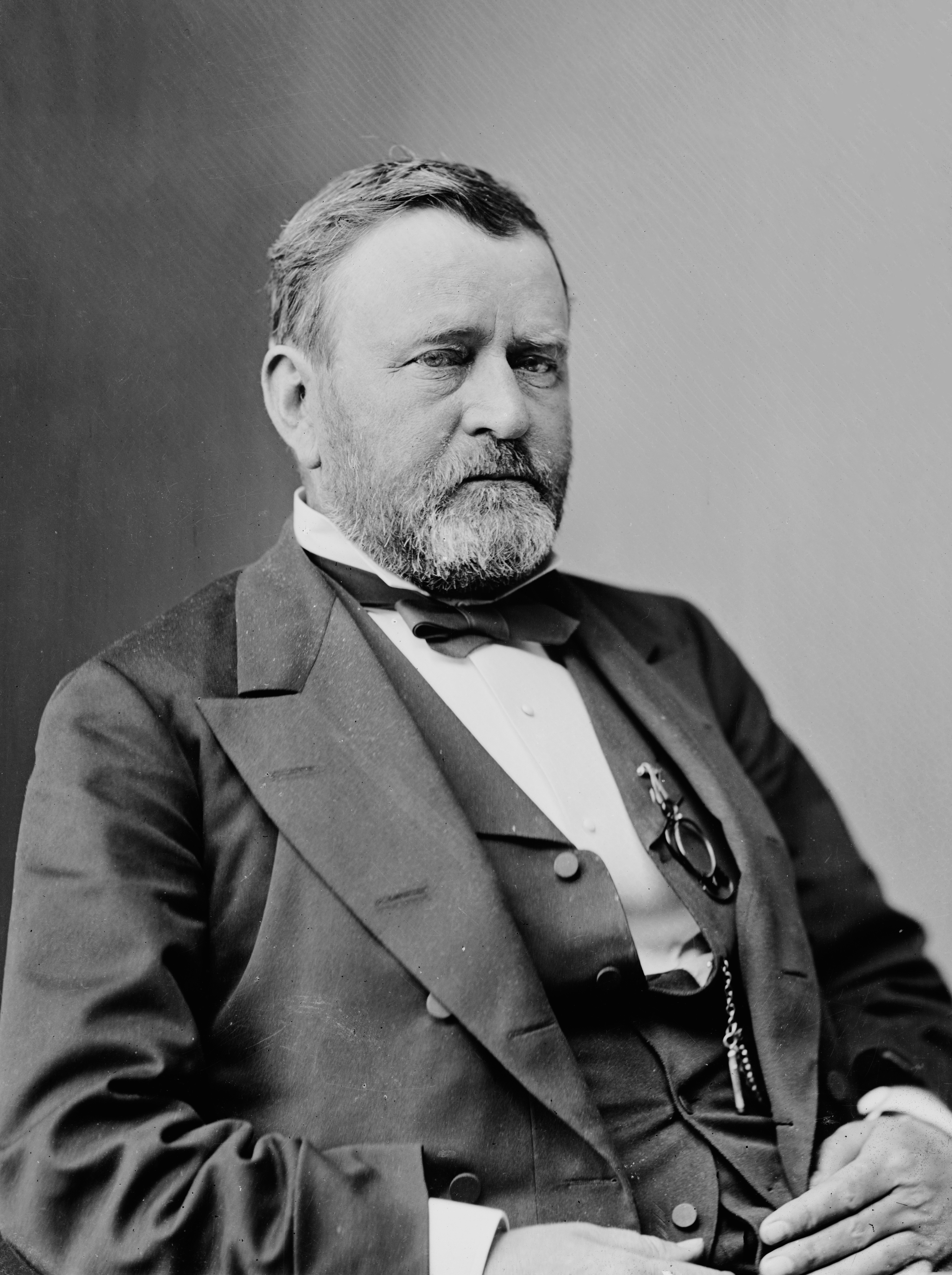
Mathew Brady, specialista na ateliérovou portrétní fotografii: Portrét generála Ulyssese Granta, 1870-1880

Rozptýlené světlo, cizím slovem difúzní světlo, je světlo, které přichází ze všech směrů a stejnoměrně osvětluje povrch celého objektu, takže nevznikají žádné tvrdé stíny, odrazy nebo reflexy. U denního světla je to světlo při zcela zatažené obloze („Slunce v mléku“). V ateliéru je to světlo získané velkoplošnými svítidly, pomocí rozptylovačů nebo odrazem od velkých ploch (nepřímé světlo) nebo rozptylovačů. Směr světla je zachován, ale stíny jsou velmi měkké, světlé a bez ostrého rozhraní. Dokonale rozptýlené světlo lze získat ve světelném boxu. Je jedním ze dvou základních druhů světla, přičemž to druhé je světlo směrované.
Tímto osvětlením se získají na snímku odpovídající tvary a barvy objektu. Vzhledem k nedostatku stínů a polostínů se objekt na snímku zdá být téměř plochý.

## Praxe
Rozptýlené světlo ze všech stran se získává velmi obtížně. Používá se při svícení umělým světlem například ve fotografii portrétů, zátiší a podobně.
Jako rovnoměrné rozptýlené osvětlení se označuje doplňkové světlo ve fotografickém ateliéru, tedy bezestínové osvětlení objektu, které má dostatečnou intenzitu pro krátkou expozici. Provádí se v kombinaci s dalšími zdroji světel, například s horním a předním. V minulosti se ateliér stavěl v místnosti, která byla celá prosklená, směrovaná na sever a fotograf byl závislý pouze na intenzitě slunečního světla. Lidé při fotografování seděli většinou před holým pozadím a byli osvíceni měkkým světlem z okna, které mohlo být směrováno pomocí zrcadel. Intenzita světla se dala regulovat stínidly. S vývojem zábleskových zařízení a osvětlovací techniky byly moderní ateliéry od přirozeného světla odstíněny a začalo se v nich používat umělé studiové osvětlení.
Všechny různé typy softboxů vytváří rozptýlené měkké světlo tak, že světlo ze zdroje prochází přes rozptylující materiál, nebo se odráží od odrazné plochy. Nejznámější forma je takzvaný deštník, kde je žárovka namířena doprostřed metalizovaného deštníku a vytváří tak měkké nepřímé světlo.
Ke snímání objektů bez stínů v dokonale rozptýleném světle slouží bezestínový box. Použití světelných stanů umožňuje obejít se bez příslušenství, jako jsou například softbox, deštníky a speciální objektivy. Hlavní výhodou lightboxu je nejen absence stínů, ale také potlačení odlesků na fotografovaných objektech.
Rozptýlené venkovní světlo vzniká v situaci, kdy se Slunce schová za mraky nebo za obzor. Díky tomu, že Slunce není bodový zdroj světla, ale má rozměr cca 32 úhlových minut a zemská atmosféra láme světlo, takže i v době, kdy už je celé Slunce pod obzorem, dopadá na krajinu jeho rozptýlené světlo. Rozptýlené světlo dává měkké osvětlení, takže snímky vypadají málo kontrastní.
Využitím rozptýleného světla odraženého od oblohy během takzvané modré hodiny se jako výsledek získají rovnoměrně osvětlené předměty s měkkými konturami, barvami a jemnými pastelovými tóny. V portrétní fotografii poskytuje příjemné rozptýlené světlo v tomto čase rovnoměrně osvětlenou pokožku s měkkou kresbou a jemnými pastelovými tóny.

## Galerie

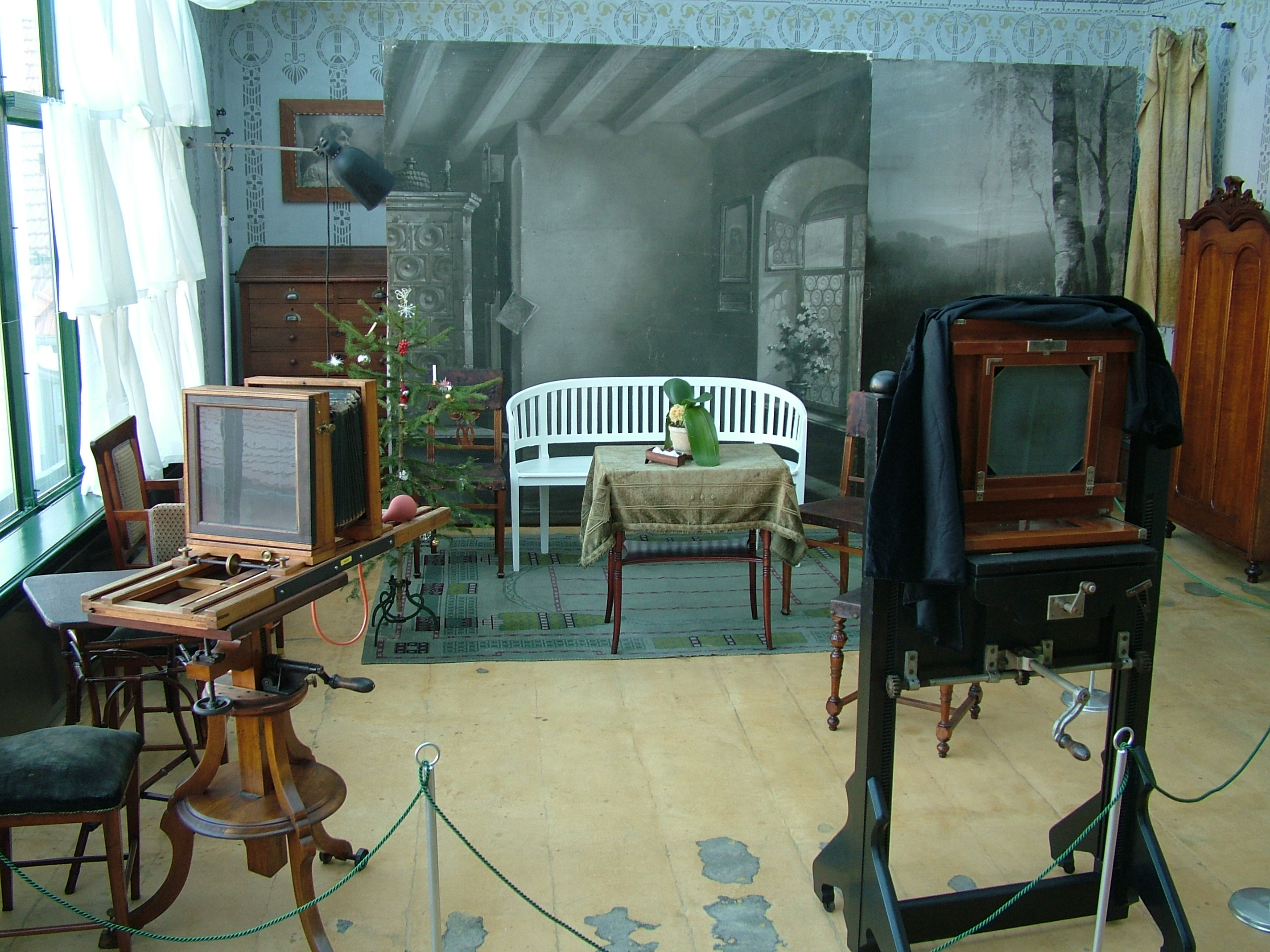
Fotoateliér Josefa Seidela - zleva dopadá rozptýlené venkovní světlo
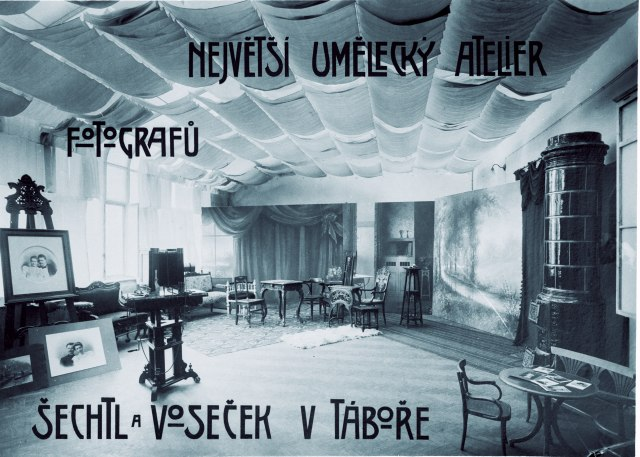
Šechtl a Voseček, Největší umělecký ateliér fotografů, Tábor, 1907
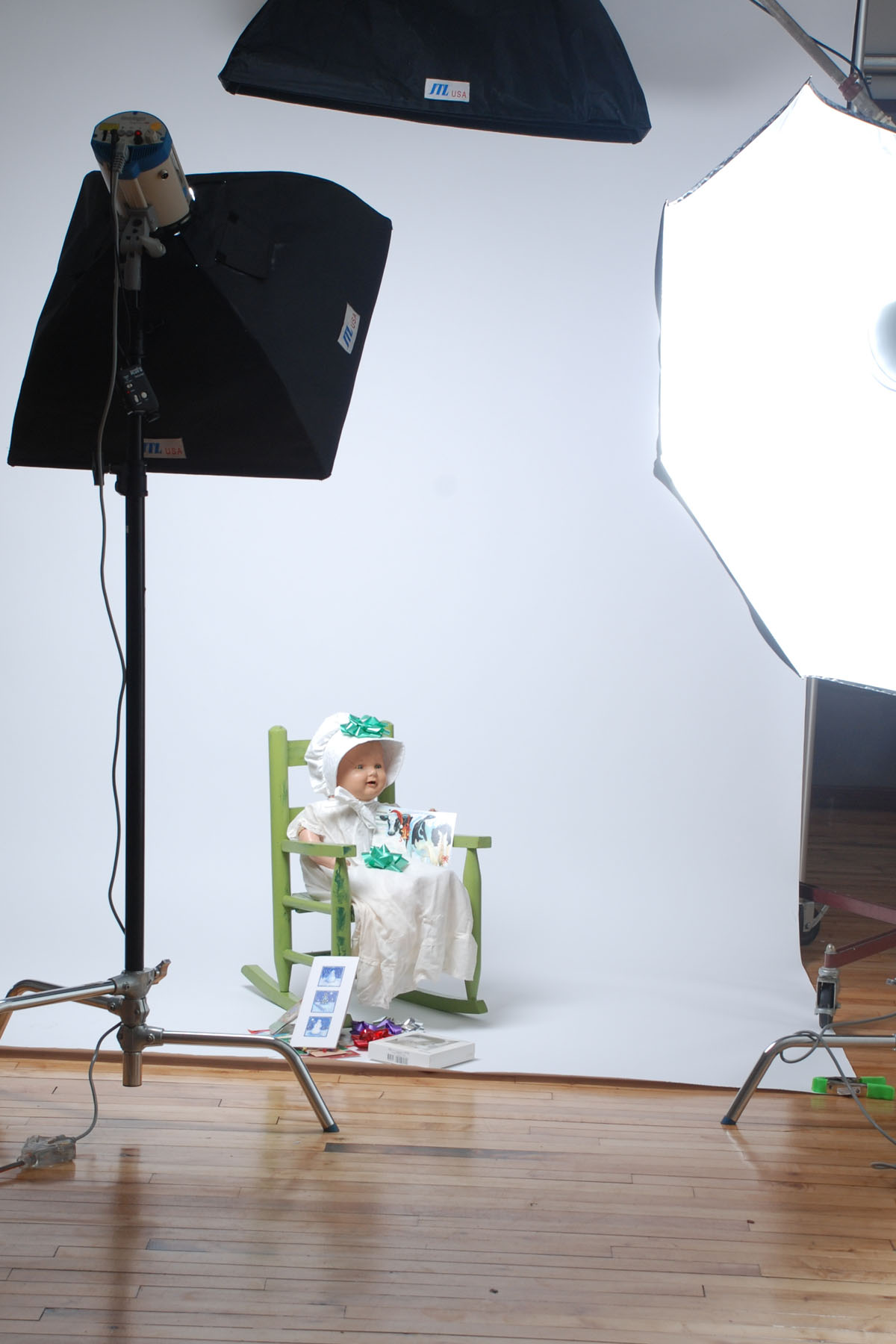
V moderním fotostudiu se rozptýlené světlo dosahuje použitím softboxů
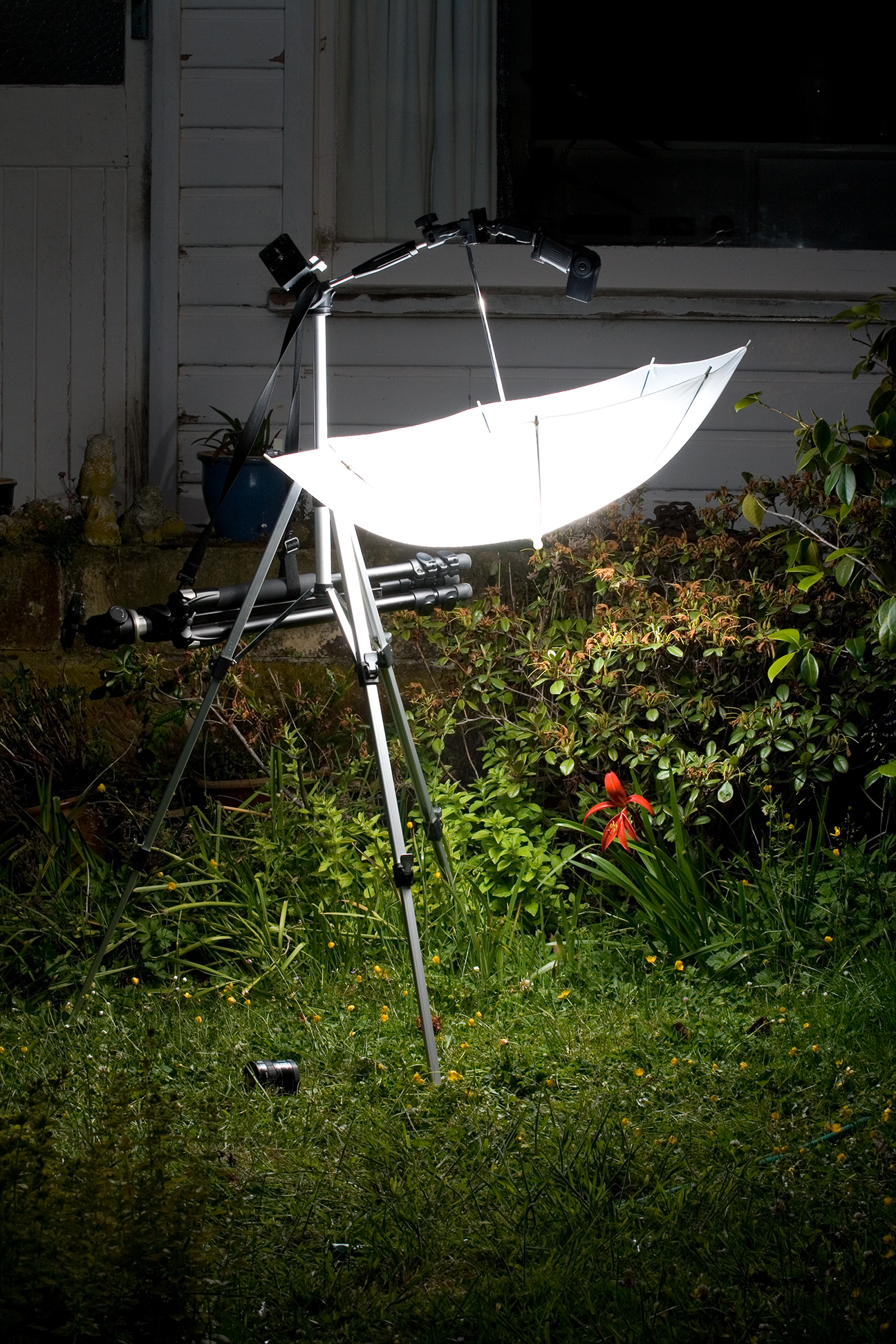
Rozptýlení světla ze záblesku pomocí deštníku v exteriéru (foto: J.J. Harrison)